# Hector Munro (1726–1805)

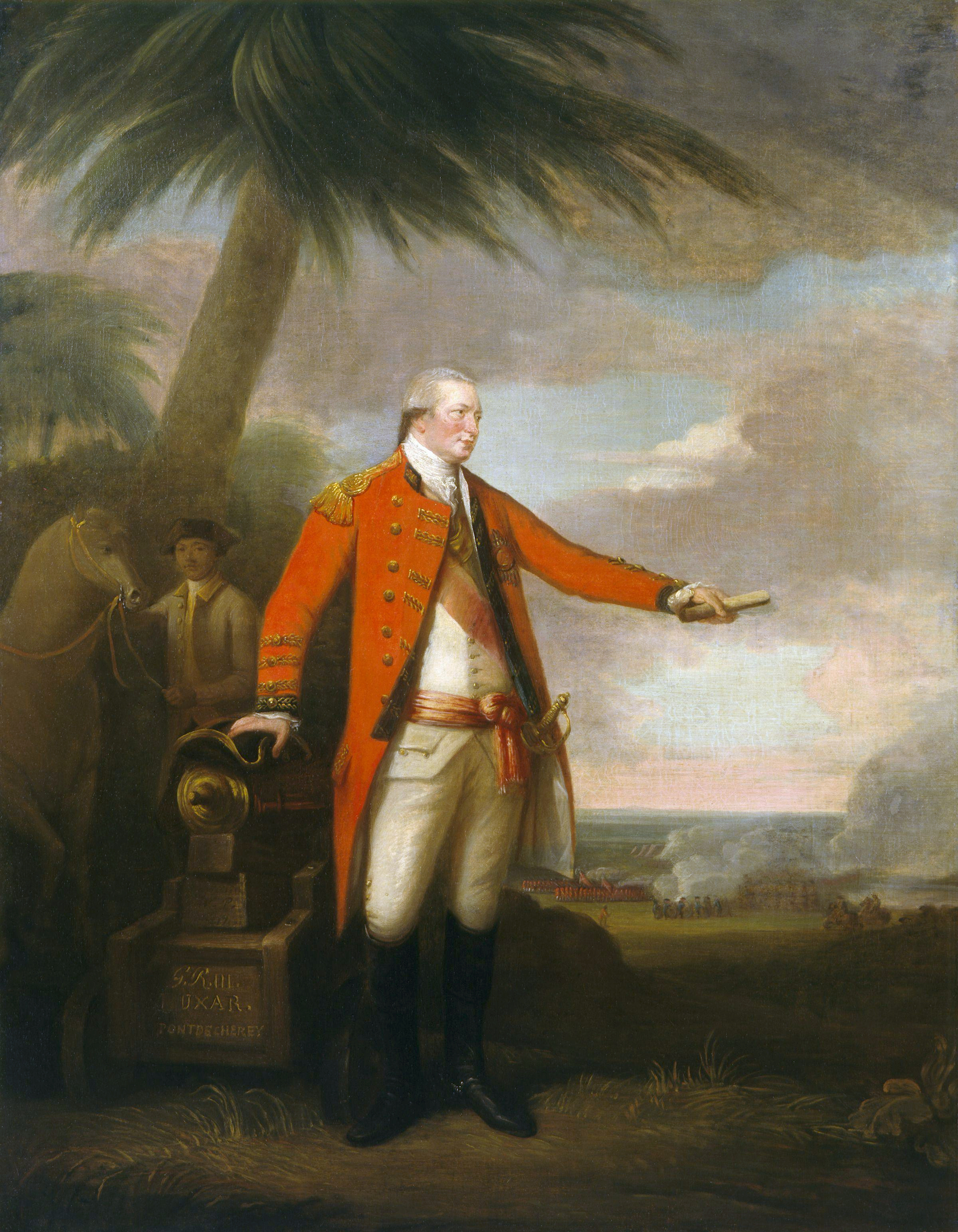
Sir Hector Munro, olieverfschilderij door David Martin, jaartal onbekend.

Hector Munro, 8e laird van Novar (Sutherland, 1726 - Ross, 27 december 1805) was een Schots militair in dienst van de Britse East India Company. In 1764 en 1765 was hij opperbevelhebber van de Britse strijdkrachten in India. Hij is bekend wegens de overwinning in de slag bij Buxar (1764) en de inname van Negapatam (1781).

## Levensloop
Sir Hector Munro was een zoon van Hugh Munro, de 7e laird van Novar House in het Schotse Ross, en Isabel Gordon. Hij begon zijn militaire loopbaan in 1747 bij het Loudon's Highlanders, een Schots infanterieregiment. In 1749 werd hij overgeplaatst naar het 48e regiment voetsoldaten van het Britse leger. In 1754 werd hij bevorderd tot luitenant en was hij in het Schotse Badenoch belast met de opsporing van leiders van de Jacobietenopstand van 1745. Ook diende hij in Ierland en in de Nederlanden.
In december 1760 werd Munro, inmiddels opgeklommen tot de rang van Major (majoor), met het 89e regiment naar India gestuurd. Na eerst in Bombay te hebben gediend nam Munro het bevel over de troepen in Bengalen over van major John Carnac. In 1763 keerde de nawab van Bengalen, Mir Qasim, zich tegen de Britten. Munro sloeg eerst een muiterij onder de sepoys (inheemse huursoldaten) neer, waarbij hij 20 muiters door kanonblazen terecht liet stellen. Daarop voerde hij zijn troepen aan tegen een gezamenlijk leger van de nawabs van Bengalen en Avadh en Mogolkeizer Shah Alam II in de slag bij Buxar. De Britten hadden vijf maal minder man dan hun tegenstander, desondanks wist Munro de overwinning te behalen. De Britten werden daardoor heersers over een groot deel van het noordoosten van India. 
Munro werd bevorderd tot luitenant-kolonel en keerde terug naar Schotland. Hij werd in 1768 tot parlementslid gekozen voor de Inverness Burghs. Hij bleef dit district voor meer dan 30 jaar vertegenwoordigen, hoewel hij een groot deel van deze periode in India doorbracht, waarnaar hij in 1778 terugkeerde als bevelhebber van de Britse troepen in Madras. In hetzelfde jaar nam hij Pondicherry op de Fransen in en in 1779 volgde de inname van Mahé. In 1780 leed hij tijdens de Tweede Oorlog tussen Mysore en de Britten een serie nederlagen bij Conjeeveram tegen sultan Haider Ali. Dit werd hem kwalijk genomen en het bevel werd overgenomen door generaal Eyre Coote. Munro had het bevel over de rechtervleugel van de Britse troepen tijdens de slag bij Porto Novo (1781, tegenwoordig Parangipettai). In november 1781 nam Munro Negapatam in op de Nederlanders, waarmee hij zijn reputatie redde. 
In 1782 keerde Munro terug naar Schotland, waar hij tot 1802 voor Inverness parlementslid bleef. Hij hield zich terug in Schotland vooral bezig met het uitbreiden en inrichten van zijn landhuis en landgoed. Hij liet daar ook het Fyrish Monument bouwen om lokale werkelozen van werk te voorzien. Na zijn dood in 1805 erfde zijn broer, de diplomaat Alexander Munro, het landgoed. Munro's beide zoons waren eerder omgekomen in India; een van hen werd gedood door een tijger, de ander door een haai tijdens een zwempartij in de Golf van Bengalen.